# Liriomyza bessarabica
Liriomyza bessarabica är en tvåvingeart som beskrevs av Erich Martin Hering 1941. Liriomyza bessarabica ingår i släktet Liriomyza och familjen minerarflugor. Inga underarter finns listade i Catalogue of Life.